# Константино-Еленинский монастырь (Измаил)
Измаильский Константино-Еленинский монастырь — мужской монастырь Одесской и Измаильской епархии Украинской православной церкви в городе Измаиле. Основан в 2001 году. Наместник — епископ Болградский Сергий (Михайленко) (с 2002 года).

## История
На месте нынешнего монастыря ещё во второй половине XIX века существовал деревянный храм во имя святого равноапостольного князя Владимира, бывший архиерейским подворьем Нижнедунайской епархии. Эта церковь сгорела. В 1930 году принято решение о строительстве нового каменного храма. Проект новой церкви разработан архитектором Улиничем в румынском стиле. Строительство велось на средства прихожан и епископии, был также открыт заём в румынском банке. В 1935 году строительство было завершено, а в 1936 году храм освятили в честь святых равноапостольных царей Константина и Елены. Как при храме равноапостольного Владимира, так и при храме Константина и Елены в своё время существовали монашеские общины.
В 1962 году храм закрыт советскими властями. Церковная утварь была передана в другие храмы, а чтимая икона Божией Матери «Благоуханный цвет» передана в Спасо-Преображенский собор города Болграда, где она хранилась до 2004 года. В здании открыли музей атеизма. Кресты с алтаря и купола были сняты, но крест с колокольни не удалось демонтировать даже с помощью трактора. 9 февраля 1992 года храм был вновь открыт.
В 2001 году по благословению митрополита Одесского и Измаильского Агафангела была возрождена монашеская община. Решением Священного Синода УПЦ от 24 декабря 2001 года основан Измаильский во имя святых равноапостольных Константина и Елены мужской монастырь.
В 2004 году в монастырь возвращена икона Божией Матери «Благоуханный цвет». С 2007 года ежемесячно издаётся монастырский листок «Голос обители». В 2009 году в монастыре проживало 15 насельников. В 2010 году написан акафист Божией Матери в честь Её измаильского образа «Благоуханный цвет». В 2011 году открыт официальный сайт обители. В 2014 году завершена роспись трапезной. В сентябре 2014 года установлено общеепархиальное почитание иконы Божией Матери «Благоуханный цвет». 15 ноября 2015 года состоялась хиротония архимандрита Сергия (Михайленко) во епископа Болградского, викария Одесской епархии, с сохранением должности наместника монастыря.

## Наместники
Наместниками монастыря являются:
- архимандрит Виссарион (Буток) — с сентября 2001 по май 2002 года; скоропостижно скончался в 2011 году[5].
- епископ Сергий Михайленко — с 12 июня 2002 года, с 15 ноября 2015 года — епископ[6].